# Golfmobil

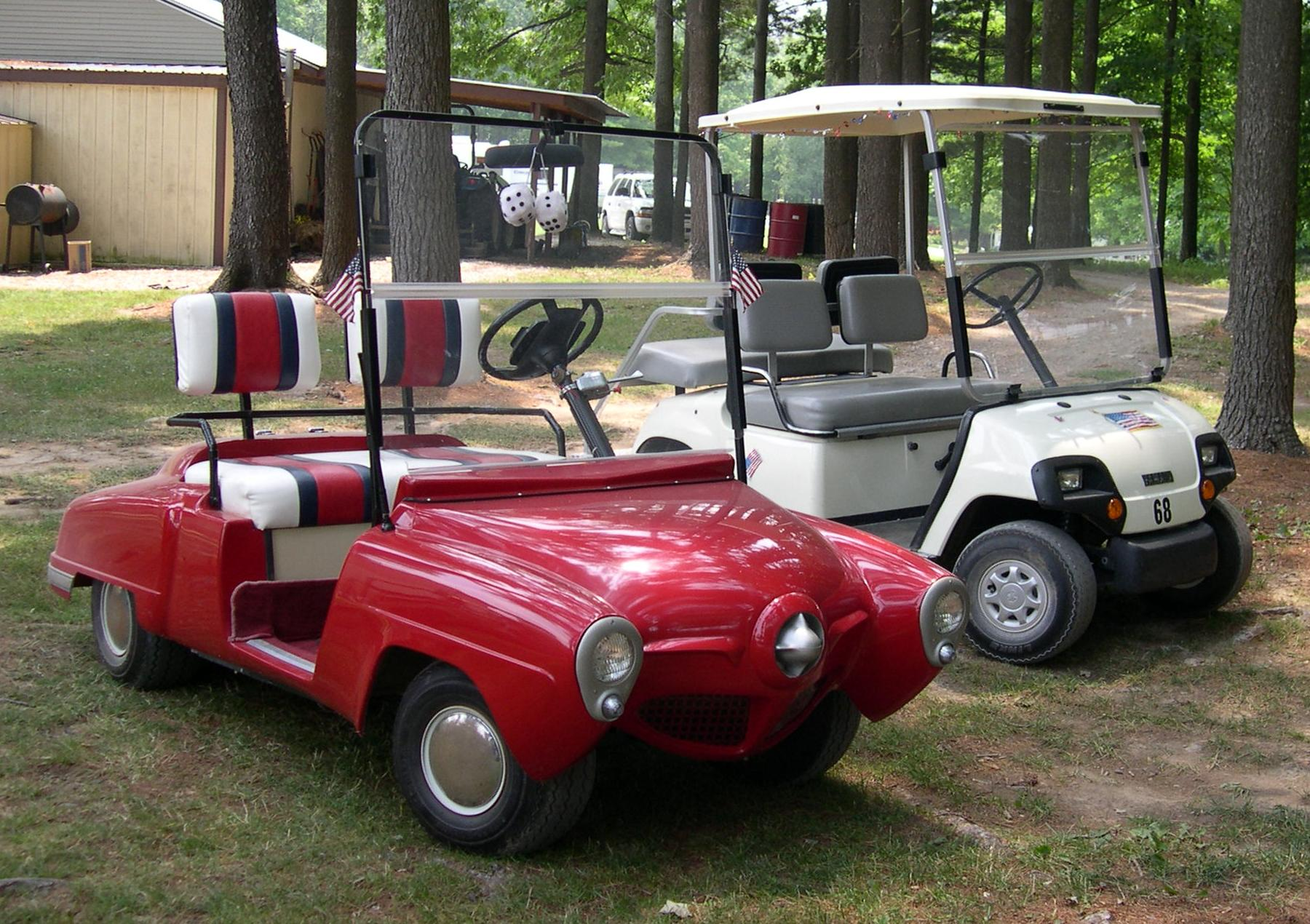
Zwei Golfmobile, wobei das hintere die Standardausführung ist, das vordere eher ein Liebhabermodell, das dem berühmten Oldtimer Studebaker Champion nachempfunden ist

Ein Golfmobil, auch Golfplatzfahrzeug, Golfauto, Golfwagen, ClubCar, ClubCart, Golfcar, Golfcart, kurz Cart, Buggy, übertragen auch Golfcaddy, ist ein kleines Landfahrzeug mit Elektro- oder Benzinmotor, das den zügigen bzw. komfortablen Transport von ein oder zwei Golfspielern mitsamt Golfschlägern auf einem – meist weitläufigen – Golfplatz ermöglicht. 
Die meisten Fahrzeuge sind zweisitzig, überdacht und mit Elektromotor angetrieben. Die Golfausrüstung wird meistens vertikal am Heck in einem Golfbag verstaut (wie Skier in einer Seilbahn). Die drei wichtigsten Hersteller sind Club Car, E-Z-GO und Yamaha. Einige wenige Fahrzeuge sind sogar geländegängig und erlauben eine Fortbewegung auch abseits der befestigten Wege auf Golfplätzen.

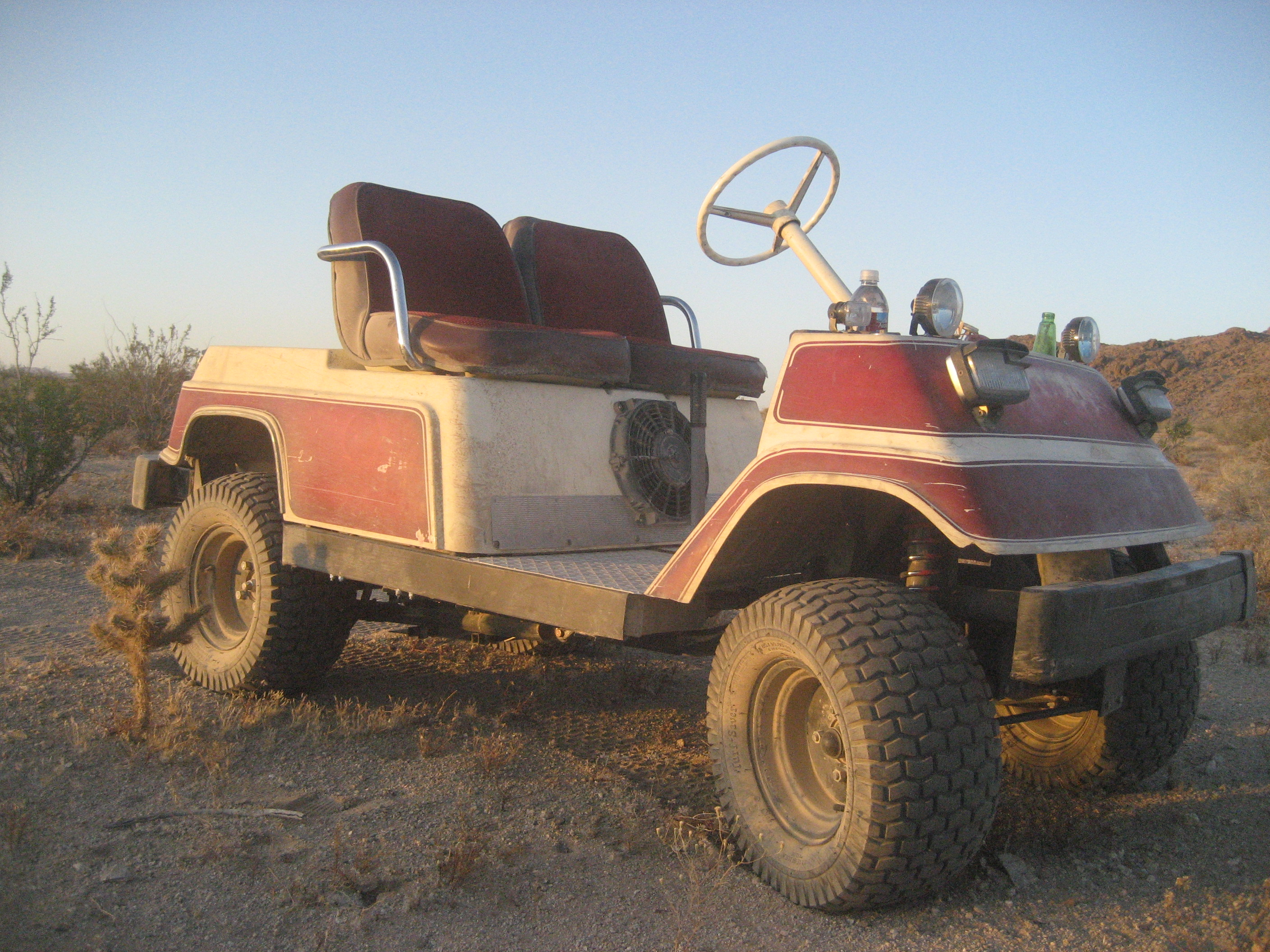
Ein geländegängiger Golfcart mit Benzinmotor

Eine Straßenzulassung ist in den meisten Ländern, so auch in Deutschland, nur mit zusätzlicher Ausrüstung möglich wie angepasste Beleuchtung sowie Blinkleuchten und Kennzeichenhalterungen. Größtes Zulassungshindernis ist die Forderung einer Zweikreisbremsanlage, die sich nur mit größerem Aufwand nachrüsten lässt. Sie kann aber beim Neukauf meistens gegen Aufpreis mitbestellt werden.

## Weitere Einsatzbereiche
An Großflughäfen und -Bahnhöfen wird das Golfmobil innerhalb des Passagierbereiches auch für den Transport von Gehbehinderten verwendet und ist dann meistens mit einer Rundumkennleuchte und einer Hupe ausgerüstet.
Innerhalb von größeren geschlossenen Wohnanlagen werden Fahrzeuge dieser Art anstatt „vollwertiger“ Autos zur alltäglichen Fortbewegung benutzt (Neighborhood Electric Vehicle ‚Elektrisches Nachbarschaftsfahrzeug‘). Beispielsweise verfügt in dem Ort The Villages in Florida mit über 50.000 Einwohnern fast jeder Haushalt über solch ein Fahrzeug.
Die verstärkte Nutzung führt vermehrt zu Unfällen. Eine Studie aus dem Jahr 2008 ergab, dass Kinder unter 16 Jahren häufig verletzt wurden, weil sie aus dem Wagen gefallen bzw. geschleudert worden waren.